# سربلند (فیلم ۱۹۷۳)
سربلند (انگلیسی: Walking Tall) فیلمی آمریکایی در سبک اکشن و زندگینامه‌ای است که در سال ۱۹۷۳ منتشر شد.

## بازیگران
- جو دان بیکر
- الیزابت هارتمن
- لورن تاتل
- نوا بری، جونیور
- لیف گرت
- فلتون پری
- بروس گلوور
- دان کیفر
- جین ایوانز
- کنت توبی
- رد وست
- رزمری مورفی